# Квалификације за Светско првенство у фудбалу 2014. — ОФК — Трећи круг
Ова страница даје резиме трећег круга такмичења у ОФК зони у Квалификацијама за Светско првенство у фудбалу 2014. године у Бразилу.

## Формат такмичења
У трећој рунди такмичиле су се репрезентације које су се пласирале у полуфинале на ОФК купу нација 2012. године на Соломоновим Острвима. Мечеви су се играли у периоду од 7. септембра 2012 до 26. марта 2013. године. Првопласирана репрезентација се пласирала у бараж у којем ће играти са екипом која је освојила 4. место у КОНКАКАФ квалификацијама.

## Репрезентације
- Тахити
- Нова Каледонија
- Нови Зеланд
- Соломонова Острва

## Резултати
| Соломонова Острва         | 2:0      | Тахити |
| ------------------------- | -------- | ------ |
| Фа’ародо 17’ · Теледа 60’ | Извештај |        |

| Нова Каледонија | 0:2      | Нови Зеланд         |
| --------------- | -------- | ------------------- |
|                 | Извештај | Смелц 11’ · Вуд 39’ |

| Нови Зеланд                                                              | 6:1      | Соломонова Острва |
| ------------------------------------------------------------------------ | -------- | ----------------- |
| Смелц 12’ · Барбарусес 25’ · Килен 53’ · Локед 69’ · Вуд 80’ · Ројас 83’ | Извештај | Фа’ародо 51’      |

| Тахити | 0:4      | Нова Каледонија                                   |
| ------ | -------- | ------------------------------------------------- |
|        | Извештај | Самин 59’ (а. г.) · Каи 60’ · Гоп-Фенепеј 63’ 90’ |

| Соломонова Острва     | 2:6      | Нова Каледонија                                                           |
| --------------------- | -------- | ------------------------------------------------------------------------- |
| Танито 33’ · Наво 59’ | Извештај | Р. Кајара 8’ · Гоп-Фенепеј 45’ 81’ 90+1’} · Фаиси 77’ (а. г.) · Хаеко 89’ |

| Тахити | 0:2      | Нови Зеланд             |
| ------ | -------- | ----------------------- |
|        | Извештај | Смелц 24’ · Сигмунд 82’ |

| Нова Каледонија                                             | 5:0      | Соломонова Острва |
| ----------------------------------------------------------- | -------- | ----------------- |
| Гоп-Фенепеј 4’ · Р. Кајара 8’ · Кабеу 30’ · Лолохеа 42’ 87’ | Извештај |                   |

| Нови Зеланд                    | 3:0      | Тахити |
| ------------------------------ | -------- | ------ |
| Макглинчи 2’ 90+3’ · Килен 89’ | Извештај |        |

| Нови Зеланд            | 2:1      | Нова Каледонија |
| ---------------------- | -------- | --------------- |
| Килен 10’ · Смит 90+3’ | Извештај | Лолохеа 56’     |

| Тахити                     | 2:0      | Соломонова Острва |
| -------------------------- | -------- | ----------------- |
| Буребаре 25’ · Хјанине 78’ | Извештај |                   |

| Соломонова Острва | 0:2      | Нови Зеланд  |
| ----------------- | -------- | ------------ |
|                   | Извештај | Пајне 3’ 88’ |

| Нова Каледонија | 1:0      | Тахити |
| --------------- | -------- | ------ |
| Лолохеа 86’     | Извештај |        |

### Табела
| Тим               | ИГ | П | Н | И | ДГ | ПГ | ГР  | Бод. |
| ----------------- | -- | - | - | - | -- | -- | --- | ---- |
| Нови Зеланд       | 6  | 6 | 0 | 0 | 17 | 2  | +15 | 18   |
| Нова Каледонија   | 6  | 4 | 0 | 2 | 17 | 6  | +11 | 12   |
| Соломонова Острва | 6  | 1 | 0 | 5 | 2  | 12 | -10 | 3    |
| Тахити            | 6  | 1 | 0 | 5 | 5  | 21 | -16 | 3    |